# Bernard Heuvelmans
Bernard Heuvelmans (Le Havre, 10 de outubro de 1916 – Paris, 22 de agosto de 2001) foi um naturalista franco-belga, considerado o "papa da criptozoologia".

## Vida
Heuvelmans nasceu em 10 de outubro de 1916 em Le Havre, França, e foi criado na Bélgica e obteve um doutorado em zoologia pela Universidade Livre de Bruxelas (agora dividida em Université Libre de Bruxelles e Vrije Universiteit Brussel). Heuvelmans foi aluno de Serge Frechkop, um proponente da Teoria do Bipedalismo Inicial. Em 1939, sua tese de doutorado tratou dos dentes do porco-da-terra. Durante a Segunda Guerra Mundial, ele fugiu de um campo de prisioneiros nazista e mais tarde trabalhou como cantor de jazz em Paris.
Os livros de Heuvelmans faziam referência a fontes literárias. Ele foi influenciado pelo livro de Júlio Verne e Arthur Conan Doyle, The Lost World (1912). Embora anteriormente interessado em esquisitices zoológicas, ele credita a um artigo do Saturday Evening Post de 1948, "There Could be Dinosaurs", de Ivan T. Sanderson, por inspirar um interesse determinado por animais desconhecidos. Sanderson discutiu a possibilidade de os dinossauros sobreviverem em cantos remotos do mundo. Heuvelmans também foi influenciado pelo trabalho de Anthonie Cornelis Oudemans, que defendeu a existência da serpente marinha.
Heuvelmans escreveu muitos outros livros e artigos, apenas alguns dos quais foram traduzidos para o inglês. Suas obras venderam bem entre o público em geral, mas receberam pouca atenção dos cientistas e especialistas convencionais. Na esteira das serpentes do mar estava seu segundo livro; foi traduzido para o inglês e vendido nos Estados Unidos em 1968. Consistia em seu livro sobre serpentes marinhas com partes de seu livro sobre a lula gigante (e polvos gigantes ) adicionadas. Ao continuar sua pesquisa, ele viu a necessidade de "dar um nome à disciplina totalmente nova em zoologia que minha pesquisa implicava. Foi assim que cunhei a palavra 'criptozoologia', a ciência dos animais ocultos".
Há evidências de que Heuvelmans planejava escrever um terceiro livro sobre criptozoologia de água doce, mas em vez disso ajudou o autor irlandês Peter Costello a produzir seu livro de 1974 In Search of Lake Monsters, fornecendo material de origem de seus arquivos.
O escritor científico David Quammen afirmou que On the Track of Unknown Animals de Heuvelmans é "pesadamente pesquisado e enciclopédico", mas contém "saltos de credulidade que deixam um leitor cético para trás". Ele também escreveu que Heuvelmans era conhecido por fazer "afirmações exageradas".
Seu livro The Natural History of Hidden Animals (publicado postumamente) foi fortemente criticado. O biólogo Aaron Bauer observou que "os próprios escritos de Heuvelmans, incluindo este livro, muitas vezes evitam a análise crítica dos dados disponíveis". John Burton escreveu que a "credibilidade do livro é seriamente prejudicada por pesquisas malfeitas".
A esposa de Heuvelmans era a romancista e artista Monique Watteau; ela também foi a principal ilustradora de seus livros. Eles se divorciaram em 1961, mas permaneceram amigos e colegas.
Heuvelmans acabou se convertendo ao budismo. Ele morreu em 22 de agosto de 2001 com a idade de 84 anos.

## Livros
- Sur la piste des bêtes ignorées. Paris: Plon. 1955
- Dans le sillage des monstres marins - Le Kraken et le Poulpe Colossal. Paris: Plon. 1958
- On the Track of Unknown Animals. London: Hart-Davis. 1958. ISBN 0-7103-0498-6
- On the Track of Unknown Animals. New York: Hill and Wang. 1959. ISBN 0-7103-0498-6
- Le Grand-Serpent-de-Mer, le problème zoologique et sa solution. Paris: Plon. 1965
- On the Track of Unknown Animals. New York: Hill and Wang. 1965. ISBN 0-7103-0498-6 Abridged, revised.
- In the Wake of the Sea Serpents. New York: Hill and Wang. 1968. ISBN 0-8090-5815-4
- L'homme de Néanderthal est toujours vivant. Paris: Plon. 1974 (with Boris F. Porchnev)
- Dans le sillage des monstres marins - Le Kraken et le Poulpe Colossal. Paris: François Beauval. 1975 Second Edition.
- Le Grand-Serpent-de-Mer, le problème zoologique et sa solution. Paris: Plon. 1975 Second Edition.
- Les derniers dragons d'Afrique. Paris: Plon. 1978
- Les bêtes humaines d'Afrique. Paris: Plon. 1980
- On the Track of Unknown Animals. London: Kegan Paul International. 1995. ISBN 0-7103-0498-6
- The Kraken and the Colossal Octopus: In the Wake of Sea-Monsters. London: Kegan Paul International. 2003. ISBN 0-7103-0870-1
- The Natural History of Hidden Animals. London: Kegan Paul. 2007. ISBN 978-0-7103-1333-1 (ed. Peter Gwynvay Hopkins)

- Neanderthal: The Strange Saga of the Minnesota Iceman. San Antonio, TX: Anomalist Books. 2016. ISBN 978-1938398612